# Gia Cát (xã)
Gia Cát là một xã thuộc huyện Cao Lộc, tỉnh Lạng Sơn, Việt Nam.
Xã Gia Cát có diện tích 33,42 km², dân số năm 1999 là 4.403 người, mật độ dân số đạt 132 người/km².
Theo thống kê năm 2019, xã Gia Cát có diện tích 33,42 km², dân số là 5.269 người, mật độ dân số đạt 158 người/km².